# Knud Andersen
Knud Erik Andersen (5 de enero de 1922-14 de noviembre de 1997) fue un deportista danés que compitió en ciclismo en la modalidad de pista. Ganó dos medallas en el Campeonato Mundial de Ciclismo en Pista, bronce en 1947 y oro en 1949.

## Medallero internacional
| Campeonato Mundial | Campeonato Mundial     | Campeonato Mundial | Campeonato Mundial         |
| Año                | Lugar                  | Medalla            | Competición                |
| ------------------ | ---------------------- | ------------------ | -------------------------- |
| 1947               | París (Francia)        | Medalla de bronce  | Persecución individual (A) |
| 1949               | Copenhague (Dinamarca) | Medalla de oro     | Persecución individual (A) |